# Coreura engelkei
Coreura engelkei är en fjärilsart som beskrevs av Rothschild 1912. Coreura engelkei ingår i släktet Coreura och familjen björnspinnare. Inga underarter finns listade i Catalogue of Life.